# Om (přítok Irtyše)
Om (rusky Омь) je řeka v Omské a v Novosibirské oblasti v Rusku. Je dlouhá 1091 km. Povodí řeky má rozlohu 52 600 km².

## Průběh toku
Pramení na jihovýchodním okraji Vasjuganské roviny a protéká převážně přes Barabinskou nížinu. Na středním toku má velmi členité koryto. Ústí zprava do Irtyše (povodí Obu) na 1831 říčním kilometru.

### Přítoky
- zprava – Iča, Kama, Tartas

## Vodní režim
Zdrojem vody jsou převážně sněhové srážky. Průměrný roční průtok vody ve vzdálenosti 121 km od ústí činí přibližně 64 m³/s, maximální 814 m³/s a minimální 0,8 m³/s. Zamrzá ve druhé polovině října až v první polovině listopadu a rozmrzá v dubnu až na začátku května. Nejvyšších vodních stavů dosahuje od května do července.
Průměrné měsíční průtoky řeky ve stanici Omsk v letech 1969 až 1999:

## Využití
Řeka je splavná pro vodáky v délce 100 km na dolním toku. Vodní doprava je možná při vyšším stavu vody od města Kujbyšev. Na řece také leží město Kalačinsk a při ústí Omsk.